# Palau-ijsvogel
De palau-ijsvogel (Todiramphus pelewensis) is een vogel uit de familie Alcedinidae (ijsvogels).
Deze soort wordt soms nog beschouwd als ondersoort van de guamijsvogel (T.  cinnamominus).

## Verspreiding en leefgebied
Deze soort is endemisch op Palau, een eiland van de eilandengroep Carolinen in Oceanië.

## Status
De grootte van de populatie is in 2020 geschat op 2700 volwassen vogels. Op de Rode lijst van de IUCN heeft deze soort de status gevoelig.